# Червона рута (ансамбль)
«Червона рута» — вокально-інструментальний ансамбль із Чернівців, створений у 1971 році Анатолієм Євдокименком.

## Історія
Вокально-інструментальний ансамбль «Червона рута» був створений у жовтні 1971 року у Чернівецькій філармонії трубачем Анатолієм Євдокименком із музикантів естрадного оркестру місцевого університету спеціально для акомпанементу Софії Ротару. Тривалий час «Червона рута» залишалася в тіні народної артистки України, хоч інколи і вирушала на гастролі самостійно. Саме з «Червоної рути» починали свій творчий шлях такі відомі виконавці як Аркадій Хоралов та заслужена артистка Молдови Анастасія Лазарюк. Ну а про рівень майстерності музикантів свідчить Гран-прі на конкурсі виконавців у Ялті у 1981 році.
З одинадцяти лонг-плеїв Софії Ротару з «Червоною рутою» було записано чотири.
Найбільші творчі незлагоди між примою і колективом почалися у 1987 році.
У серпні 1989 року вони залишили Кримську філармонію, де працювали з 1975 року, і перейшли під дах московського ТО «Галерея».
Склад «Червоної рути» на той час:
- заслужена артистка України Георгіна Кампо (вокал, скрипка),
- Володимир Линьков (клавішні),
- Валерій Ляхов(гітара),
- Євген Бесараб (бас),
- Ілля Міський (скрипка, труба),
- Дмитро Земляний (вокал, гітара),
- Віктор Андреєв (барабани).

На початку 1990 року у полтавській студії Максима Дунаєвського «Фестиваль» «Червона рута» за власний кошт записала альбом, який поєднував традиційний фольк-рок із незвичним для нього джаз- та хард-роковим звучанням.
Розпад СРСР та економічна криза призвели до зникнення гурту.

## Наставники і покровителі
В становленні гурту брала активну участь єврейська співачка-чернівчанка Сіді Таль.

## Фільмографія
1975 — «Пісня завжди з нами» (Укртелефільм, режисер В. Стороженко)